# Emberség (film)
Emberség Mészáros Márton 2012-ben bemutatott rövidfilmje. A történet egy hajléktalan férfi és egy fiatal fiú különös kapcsolatáról szól.

## Cselekmény
A film egy hajléktalan férfi, Zoli történetét meséli el, aki egy telefonfülkében lakik szemben egy római katolikus templommal. Az egyik napsütéses reggelen Zoli megismerkedik egy 16 éves fiúval, aki elmeséli neki, hogy beleszeretett a legjobb barátjába, és emiatt csúnyán összeveszett vele a lány. A rejtélyes férfi megpróbál segíteni a fiataloknak, s a történet előrehaladtával egyre jobban körvonalazódik ennek a kisiklott életű férfinak az élettörténete.

## A film
Mészáros Márton blogíró, költő 2011 decemberében találkozott egy diákfilmfesztivál felhívásával, majd miután Simon Tamás másodéves operatőrhallgatóval közösen befejezte a forgatókönyvet, szereplők után nézett.
A forgatás mindössze egy napot vett igénybe, az összes jelenetet 2012. január 29-én vették fel Budapest hetedik kerületének közterületein. A jeleneteket az Alsóerdősor utcában, az Árpád-házi Szent Erzsébet-plébániatemplom kertjében, valamint a Rózsák terével szemben álló telefonfülkénél vették fel.

## Szereplők
- Bicskey Lukács mint Fehér Zoltán

Bicskey Lukácsot, a népszerű színészt a rendező az utolsó pillanatban kereste meg a szerepajánlattal.
- Puskás Samu mint Tamás

Puskás Samu Básti Juli fia, régóta ismerték egymást a rendezővel a forgatás előttről.
- Szigethy Hanna mint Kati

Szigethy Hanna ugyanabba az iskolába járt, mint az alkotás rendezője.

## Érdekességek
- Bicskey Lukács megpróbálta minél hitelesebben éltre kelteni Fehér Zoltán karakterét, emiatt nem mosott két hétig hajat.
- A rendező-forgatókönyvíró Mészáros Márton között és a filmbéli Tamás karaktere között hasonlóságokat figyelhet meg a néző.
- A filmet a 6. BIG Diákfilmfesztiválra nevezték, ahol közönségdíjban részesült.

## Díjak
- 6. BIG. Diákfilmfesztivál: közönségdíj (2012)